# بات داوني
بات داوني (بالإنجليزية: Pat Downey)‏ هو محامي نيوزيلندي، ولد في 1 مايو 1927، وتوفي في 23 يناير 2017.